# Toto (formație)
Toto este o formație de rock americană, formată în 1976, în Van Nuys, Los Angeles. Membrii actuali ai formației sunt Joseph Williams (solist), David Paich (orgă electronică, voce), Steve Porcaro (orgă electronică), Steve Lukather (chitară, voce), plus membrii de turneu Lenny Castro (percuție), Warren Ham (saxofon), Shem von Schroeck (chitară bas) și Shannon Forrest (baterie). Toto este cunoscută pentru un stil muzical care combină genurile pop, rock, soul, funk, progressive rock, hard rock, R&B, blues și jazz.
David Paich și Jeff Porcaro cântau împreună ca muzicieni de sesiune și au decis să înființeze o trupă. David Hungate, Steve Lukather, Steve Porcaro și Bobby Kimball au fost aduși în trupă înainte de apariția primului lor album. Formația s-a bucurat de un mare succes comercial la sfârșitul anilor '70 și pe parcursul anilor '80, odată cu apariția albumului de debut, Toto (1978). Toto a devenit una dintre cele mai profitabile formații ale epocii odată cu apariția albumului Toto IV (1982). 
Ei sunt cunoscuți pentru hit-urile de Top 5 "Hold the Line", "Rosanna", și "Africa". Pe parcurusul anilor, formația a suferit diferite schimbări; Hungate a plecat în 1982, urmat de Kimball în 1984, care s-a întors în 1998 și a rămas până în 2008. Jeff Porcaro a decedat în 1992 în urma unui infarct. Hungate s-a realăturat formației ca membru de turneu și ulterior ca membru propriu-zis. În 2008, Lukather și-a anunțat plecarea din trupă, iar membrii rămași au luat-o, și ei, mai târziu, pe căi separate. În vara lui 2010, Toto s-a reînființat și a beneficiat de noi membrii, pentru a-l menaja pe Mike Porcaro, care fusese diagnosticat cu scleroză laterală amiotrofică (ALS) și nu mai putea fi un membru activ al formației. Porcaro a murit în 2015.
Formația are în repertoriu 17 albume, și a vândut peste 40 de milioane de albume în toată lumea. Grupul a fost onorat și cu câteva Premii Grammy și a fost inaugurat pe Musicians Hall of Fame and Museum în 2009.

## Biografie

### Toto IV(1982)

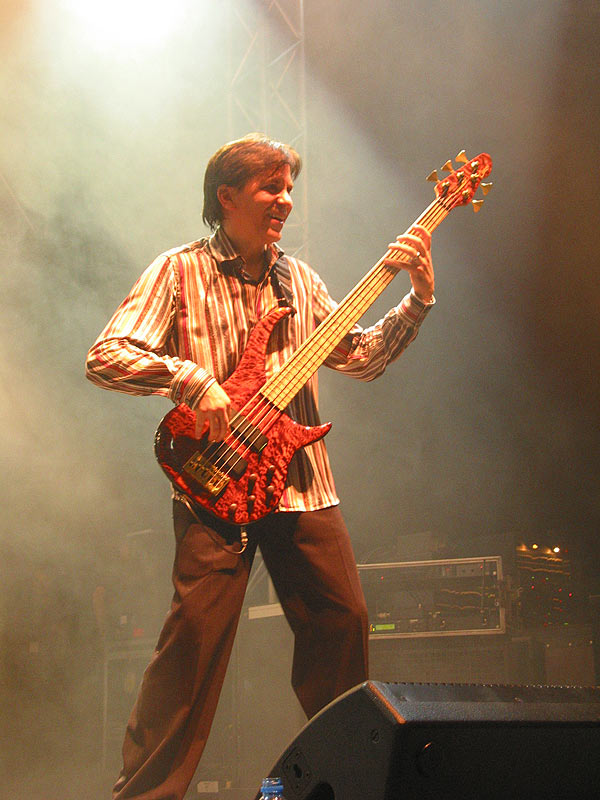
Mike Porcaro în 2005 în Germania

Toto - Africa
1982 a marcat începutul cele mai bune ere a celor de la Toto. După vânzările dezamăgitoare ale albumului de studio Turn Back, trupa era pusă de către casa de discuri sub presiunea de a scoate un nou șlagăr. Albumul Toto IV a fost premiat cu premiul de triplu-platină, iar formația a adus unele dintre cele mai bune cântece ale anilor '80. Albumul a avut trei melodii care au ajuns în top 10 al Billboard Hot 100, mai precis: "Rosanna", "Africa" și "I Won't Hold You Back". Albumul a intrat și în alte topuri, ceea ce a atras audiențe de pe tot globul. "Africa" a avut apogeul în februarie 1983 și era o prezență constantă la radio, dar "Rosanna" a adus trupei multiplele nominalizări la Grammy. Toto IV a câștigat mai multe Premii Grammy, inclusiv "Înregistrarea Anului" pentru "Rosanna" și "Cel mai Bun Album al Anului" pentru Toto IV. În acel timp, Steve Porcaro se întâlnea cu actrița Rosanna Arquette, dar cântecul nu este despre ea, conform compozitorului David Paich. În videoclipul piesei, rolul Rosannei este jucat de Cynthia Rhodes. Toto a plecat în turneul Toto IV în 1982, pentru a susține albumul omonim. Cântecul lui Michael Jackson, "Human Nature", de pe albumul Thriller (1982), a fost scris și compus de Steve Porcaro și Michael Jackson.

### Toto XIVși moartea lui Mike Porcaro (2015–prezent)
Toto a lansat cel de-al paisprezecelea album de studio, Toto XIV, la data de 20 martie (Europa), 23 martie (Regatul Unit și Oceania) și 24 martie 2015 (America de Nord). Pentru a promova noul proiect muzical, formația a plecat într-un turneu european și nord american care a fost ulterior încheiat în Asia la finele acelui an.
La data de 15 martie 2015, fostul basist Mike Porcaro a decedat în somn, în casa lui din Los Angeles, în urma complicațiilor în bătălia sa cu ALS.
Pe 6 aprilie 2015, Toto a anunțat că se vor îmbarca pentru turneul nord american la data de 7 august 2015, primul oraș fiind Mashantucket, Connecticut. Formația va fi acompaniată de trupa Yes. Turneul se va termina pe 12 septembrie 2015, în Coquitlam, Columbia Britanică. Shannon Forrest va fi, în continuare, toboșarul trupei.
Pe 29 septembrie 2015, Toto a anunțat prima manșă a turneului Toto XIV din 2016, ce va avea loc în Europa și Japonia. Leland Sklar, care i-a acompaniat în turneele din 2007 și 2008, l-a înlocuit pe membrul fondator Hungate. Sklar a părăsit Toto la începutul anului 2017 și a fost înlocuit de Shem von Schroeck.
Formația a susținut un concert și la Sala Palatului din București, în data de 27 iunie 2015,
unde a fost prezent și solistul de la Vunk, Cornel Ilie. Aceasta a fost prima prezență a trupei în România.

## Membrii trupei
Pentru mai multe detalii despre acest subiect, vedeți Lista membrilor trupei Toto.

### Membrii actuali
- Steve Lukather – chitară, solist principal și secundar, bas ocazional, clape ocazional (1977–2008, 2010–2019, 2020–prezent)
- David Paich – clape, solist principal (1977–2008, 2010–2019, 2020–prezent, inactiv în cadrul turneelor pentru anii 2005–2008, 2018–2019, 2020–prezent)
- Joseph Williams – solist principal, clape ocazional (1986–1988, 2010–2019, 2020–prezent)

### Foști membrii
- Steve Porcaro – clape, ocazional solist principal și secundar (1977–1987, 2010–2019; membru de sesiune 1987–1988, 1998)

## Discografie

### Albume
- Toto (1978)
- Hydra (1979)
- Turn Back (1981)
- Toto IV (1982)
- Isolation (1984)
- Fahrenheit (1986)
- The Seventh One (1988)
- Kingdom of Desire (1992)
- Tambu (1995)
- Toto XX (1998)
- Mindfields (1999)
- Through the Looking Glass (2002)
- Falling in Between (2006)
- Toto XIV (2015)
- 40 Trips Around The Sun (2018)

## Premii și nominalizări
Premiile Grammy
| An   | Beneficiar | Premiu                                                | Rezultat     |
| ---- | ---------- | ----------------------------------------------------- | ------------ |
| 1979 | Toto       | Cel mai Bun Artist Nou                                | Nominalizare |
| 1983 | Toto       | Producătorul Anului                                   | Câștigat     |
| 1983 | "Rosanna"  | Înregistrarea Anului                                  | Câștigat     |
| 1983 | "Rosanna"  | Cântecul Anului                                       | Nominalizare |
| 1983 | "Rosanna"  | Cel mai Bun Aranjament pentru două sau mai multe voci | Câștigat     |
| 1983 | "Rosanna"  | Cel mai bun aranjament ce acompaniază voci            | Câștigat     |
| 1983 | Toto IV    | Cel mai Bun Album al Anului                           | Câștigat     |
| 1983 | Toto IV    | Cea mai Bună Înregistrare, Non-Clasic                 | Câștigat     |
| 1997 | Tambu      | Cea mai Bună Înregistrare, Non-Clasic                 | Nominalizare |
| 2000 | Mindfields | Cea mai Bună Înregistrare, Non-Clasic                 | Nominalizare |

## Turnee
- 1979 – Toto Tour
- 1980 – Hydra Tour
- 1982 – Toto IV Tour
- 1985 – Isolation Tour
- 1986–1987 – Fahrenheit Tour
- 1988 – The Seventh One Tour
- 1990 – Planet Earth Tour (Past to Present Tour)
- 1991 - Summer Tour
- 1992–1993 – Kingdom of Desire Tour
- 1993 - Summer Tour
- 1995–1997 – Tambu Tour
- 1998 – Toto XX tour
- 1999–2000 – Mindfields Tour
- 2001-2002 - Summer Tour
- 2002–2004 – 25th Anniversary Tour (Through the Looking Glass Tour)
- 2004-2005 - Summer Tour
- 2006–2008 – Falling in Between Tour
- 2010 – Mike Porcaro Honor Tour
- 2011 – In the Blink of an Eye Tour
- 2012 - Summer Tour
- 2013-2014 - 35th Anniversary Tour
- 2015-2016 - Toto XIV Tour[13][14]